# آنجلا کلی (فوتبال)
آنجلا کلی (انگلیسی: Angela Kelly؛ زادهٔ ۳ اکتبر ۱۹۷۱) بازیکن فوتبال اهل کانادا است.